# Rishma Kuldipsingh
Rishma Kuldipsingh is een Surinaams politicus. Ze is sinds 2022 minister van Economische Zaken, Ondernemerschap en Technologische Innovatie in het kabinet-Santokhi. Van 2020 tot 2022 was ze minister van Arbeid, Werkgelegenheid en Jeugdzaken en daarna tot 2025 van Economische Zaken, Ondernemerschap en Technologische Innovatie.

## Biografie
Kuldipsingh volgde van 2013 tot 2017 de studie Master of Business Administration bij de Netherlands Business Academy. Ze is beschermvrouwe van de Saathi Muziekschool.
Rond dezelfde tijd werkte ze voor het Bureau Onderwijsinformatie en Studiefaciliteiten (BOS) dat deel uitmaakt van het ministerie van Onderwijs en behandelde ze procedures voor Surinamers die in het buitenland willen studeren. Vervolgens was ze van 2016 tot 2018 coördinator voor het KMO-fonds en aansluitend senior-beleidsmedewerker en managementtrainer voor het ministerie van Arbeid.
Tijdens de verkiezingen in 2020 kandideerde ze voor de VHP op een onverkiesbare plaats 16 van de lijst van Paramaribo. Hierna werd ze opgenomen in het kabinet-Santokhi als minister van Arbeid, Werkgelegenheid en Jeugdzaken. Medio oktober 2020, tijdens de coronacrisis, is zij een van de vijf ministers die binnen enkele dagen positief testte op COVID-19.
Medio april 2022 wisselde ze naar het ministerie van Economische Zaken, Ondernemerschap en Technologische Innovatie. Ze werd op het ministerie van Arbeid opgevolgd door Steven Mac Andrew.